# Peugeot Satelis
Il Satelis è uno scooter prodotto dal 2006 dalla casa francese Peugeot.
Si tratta di un veicolo targato disponibile inizialmente con due motorizzazioni, 125 e 250 cm³. Della versione di minore cilindrata è disponibile anche una versione sovralimentata da compressore volumetrico.
Tra gli accessori a pagamento menzionabili vi è l'ABS non ancora molto diffuso nelle motociclette di fascia bassa e, come particolarità, la presenza di una catena estraibile da un vano sotto la sella con utile e comoda funzione di antifurto.
Il Satelis è disponibile anche in cilindrate maggiori, da 400 e 500 cm³, dotate di motori Piaggio.
Le versioni di 400 e 500 cm³ sono state presentate alla stampa internazionale nella cornice della Franca Contea, zona di Dobs, a soli 100 km dalla sede storica di Sochaux, a giugno 2007.

## Storia
La gamma Satelis debuttò con il solo 125 nel marzo 2006. Subito dopo arrivarono in sequenza il 125 Compressor e il 250, nel luglio 2007 giunsero il 400 e il 500.
Per l'esattezza, il 400 e il 500 debuttarono al Salone di Parigi il 3 ottobre 2006; ci fu poi la presentazione in Italia al Salone di Milano il 25 novembre 2006, infine la presentazione dinamica alla stampa in Francia a Port-Lesney il 6 giugno 2007.
Il Satelis ha un look particolare che riprende il concetto che fu di Elyseo ed Elystar, ma completamente rinnovato in un design più automobilistico, per aumentare il family feeling della casa francese.
La somiglianza con il mondo auto si nota soprattutto nei gruppi ottici, doppi all'anteriore che riprendono quelli della Peugeot 407, e il gruppo ottico posteriore disegnato in modo che riprende la continuazione delle maniglie laterali per il passeggero. Come in un'auto è disponibile un vero e proprio bagagliaio, la cui apertura è azionabile anche a distanza tramite telecomando.
Questo scooter si affianca al Geopolis che è la proposta a ruote alte della casa.
Nel maggio 2008 debuttano i nuovi allestimenti RS disponibili per le motorizzazioni 125, 250, 300 e 400. Tali versioni sono caratterizzate da un’estetica più sportiva con verniciatura per la carrozzeria bicolore nero perlato/nero opaco, cerchi con razze di colore nero e bordi color alluminio, pinze freno rosse, forcella anteriore di colore nero e cupolino fumè oltre al logo RS sullo scudo laterale.
Nel maggio del 2012 viene presentata la seconda generazione totalmente ridisegnata e migliorata nella ciclistica: presenta nuovi fanali anteriori e posteriori a LED e un'aerodinamica migliorata con il coefficiente di resistenza ridotto a 0,402. Il vano sottosella viene ingrandito e la strumentazione ora è digitale con schermo a cristalli liquidi. Il telaio a tubi d'acciaio è lo stesso del precedente modello, come le sospensioni (forcella da 37 mm e due ammortizzatori regolabili nel precarico) e le ruote (120/70-14' anteriore e 140/60 -13' posteriore), mentre nuovo è l'impianto frenante composto da freno a disco anteriore da 260, freno a disco posteriore da 210 mm. L'ABS a tre canali con sensori su entrambe le ruote è di serie sulle versioni Urban ed Executive (non disponibile sulla base Premium). La produzione avviene nello stabilimento Peugeot di Mandeure. La gamma motori è composto dal 125 (motore Peugeot LFE) monocilindrico a iniezione, quattro valvole e quattro tempi che eroga 11 kW (15 CV) a 9.250 giri/min e una coppia massima di 11,8 Nm a 7.750 giri/min. Alla fine del 2012 viene introdotta anche la versione 300 con motore Piaggio.
Nel settembre 2014 debutta il nuovo motore 400i Peugeot LFE (Low Friction Efficiency) che eroga 37,2 CV e una coppia di 38,1 Nm; a tale motore viene modificato anche il telaio ora a doppia culla in acciaio rinforzato con forcella da 40 mm e ruote da 14".

## Le versioni 400/500
Inizialmente le versioni di 400 e 500 cm³  erano entrambi disponibili in tre differenti allestimenti:
- si partiva dalla PREMIUM, cioè la “base”, ma già con un ricco allestimento;
- si passava alla CITY che offriva in più la catena antifurto Abus, (queste prime due versioni avevano entrambe la frenata tradizionale a tre dischi);
- il top era la versione EXECUTIVE, oltre alla catena antifurto Abus, si avvantaggiava del sistema di frenata ABS/PBS, di tipo combinato, con servofreno e sistema antibloccaggio;
- le corrispondenti versioni di 500 cm³ costavano esattamente 600 euro in più.

Le versioni di maggior cilindrata si distinguono dal resto della famiglia per le diverse scritte sui fianchi, lo schienale passeggero di serie, l'inserto antiscivolo in Alcantara sulla sella del guidatore, le griglie di raffreddamento poste dietro lo scudo, sul tunnel centrale (che verranno poi implementate su tutta la serie). È presente inoltre un secondo disco nelle versioni prive di ABS, lo pneumatico posteriore è passato alla misura di 150/70-14 e il disco posteriore
a 240 mm.; il diametro degli steli della forcella è passata da 37 a 40 mm.; il cavalletto laterale è senza richiamo a molla ma con sicurezza elettrica.
Alla Peugeot si scelse di adottare anche un nuovo sistema di ancoraggio alla ciclistica del motore, che oscillando, funge anche da sospensione.
La vera innovazione è rappresentata dal DSL (Dual Swinging Linkage), il sistema che Peugeot ha ideato e brevettato per collegare il propulsore al telaio, per ridurre le vibrazioni;
I motori della gamma Satelis sono Piaggio per i tre quinti; per le cilindrate superiori ai 250 cm³ si tratta dei Piaggio MASTER (Multi-valve Super Torque Engine Range), monocilindrici (a doppia candela per il 500), iniezione elettronica, raffreddamento a liquido, rispondenti alle normative Euro 3, contralbero antivibrazioni, distribuzione monoalbero a camme in testa, cambio a variazione continua, quattro valvole di 398,9 e 492 cm³. Il 125 e il 125 Compressor montano invece motori francesi.
La versione 400 accoglie le ultime modifiche apportate sulla serie Master da Piaggio: in particolare la frizione centrifuga è stata completamente ridisegnata e la nuova campana adotta cinque masse sul pattino frizione in luogo delle tre presenti sulle precedenti versioni, con asservitore di coppia in decelerazione, che permette di sfruttare maggiormente l'effetto freno motore. Ne risultano una maggiore silenziosità e fluidità di marcia, soprattutto nelle ripartenze e nell'uso metropolitano più duro, caratterizzato da continui stop and go.
Le modifiche di Peugeot prevedono un'erogazione più fluida; in termini di prestazioni massime, il divario velocistico dichiarato è di 10 km/h: 150 per il 400 e 160 per il 500, con consumi di 4,5 litri ogni 100 km. (22,2 km./litro) per entrambe le versioni (senza specificare la metodologia di rilevazione).
Rispetto ai dati forniti da Piaggio sui suoi modelli (ma anche da Aprilia Atlantic, che monta gli stessi propulsori), Peugeot dichiara — quindi — prestazioni appena inferiori.
Potenza massima: sul 400 i francesi dichiarano 32,6 CV; sul 500 invece sono 37,4 CV.
Coppia massima: sul 400 i francesi dichiarano 38,1 N m; sul 500 invece sono 42,1 Nm.
Il rapporto corsa/alesaggio è 0,81.
Il telaio è simile alle versioni di cilindrata inferiore, rinforzato nei punti più sollecitati e dotato di freni e sospensioni adeguati all'incremento di peso e prestazioni.
Gli ingombri sono praticamente gli stessi – quindi — del 125-250, risultano quindi fra i più contenuti nella classe 400-500 con una lunghezza di 2.152 mm., una larghezza massima (agli specchi) di 889 mm e minima di 620 mm. (alla carrozzeria) e un interasse contenuto in 1.500 mm.
L'angolo di sterzata è di 86°, mentre il raggio di sterzata è di 2,38 m.
Limitata la resistenza all'aria della carrozzeria, la cui aerodinamica è stata studiata nella galleria del vento: il Cx dichiarato è 0,402.
Il diametro delle ruote è di 14 pollici con pneumatici Michelin Gold Standard da 120-/70 e 150/70.
La forcella anteriore è a piastra singola, con perno trascinato, steli da 40 mm. e con una corsa di 94mm. Al posteriore è presente una coppia di ammortizzatori posteriori Paioli, regolabili su 4 posizioni.
L'impianto frenante è diverso a seconda dell'allestimento: nei Premium e City è presente un doppio disco anteriore da 260 mm. e un disco posteriore da 240 mm., lavorati indipendentemente da pinze Nissin a doppie pastiglie. Nella versione Executive adotta invece il sistema combinato ABS/PBS, rinuncia ad un disco anteriore, ma guadagna il servofreno ed il sistema antibloccaggio, tutto comandato dalla sola leva di sinistra.
In più tutte le tubazioni sono in treccia metallica e non in gomma.